# Edward Aleksander Raczyński
Il conte Edward Aleksander Raczyński (Dresda, 21 gennaio 1847 – Cracovia, 6 maggio 1926) è stato un nobile e collezionista d'arte polacco.

## Biografia
Era il figlio illegittimo di Roger Maurycy Raczyński e della sua amante, la principessa Zinaida Lubomirska. Per garantire la legittimità del figlio, Roger sposò Maria Ernestina Gottschall, che accettò di riconoscerlo come suo figlio. Si diplomò nel 1866 alla Royal Catholic Junior High School di Ostrów e si laureò in giurisprudenza. Manifestando una vena avventurosa, alla morte del padre nel 1864, all'età di 17 anni, fuggì in Turchia con un amico e visse lì per diversi mesi. Nel 1867 fu gravemente ferito nella battaglia di Mentana tra le forze papali francesi e volontari italiani sotto il comando di Giuseppe Garibaldi. Nel 1869 si recò in Cile, e da lì nel 1870 in Francia, dove prese parte alla guerra franco-prussiana. Ritornato in patria, nel 1874 si stabilì a Cracovia nella residenza di sua zia, Katarzyna Potocka.

## Collezione d'arte
È stato il creatore della grande galleria di dipinti di Rogalin e il presidente della Kraków Society of Friends of Fine Arts. Ha collezionato 466 opere acquistate nelle principali città europee. Circa 350 opere sono sopravvissute fino ad oggi. Includono dipinti di Olga Boznańska, Julian Fałat, Jan Matejko, Jacek Malczewski e Leon Wyczółkowski.
Papa Pio IX gli diede il titolo di ciambellano. Ereditò il titolo di Conte da suo padre, confermato in Austria nel 1904. Fu eletto deputato del Sejm della Galizia (1889-1895).
Secondo Róża Potocka e alcuni storici letterari, era uno dei prototipi di Leon Płoszowski, l'eroe del romanzo Senza dogma di Henryk Sienkiewicz.

## Matrimoni

### Primo matrimonio
Innamorato della cugina Róża Potocka, dovette interrompere i rapporti con lei su pressioni della famiglia. Sposò, il 9 aprile 1877 a Varsavia, la contessa Marią Beatrix Krasińską (1850–1884), figlia di Zygmunt Krasiński. Allo stesso tempo, Róża sposò il fratello di Maria, il conte Władysław Wincenty Krasiński. Entrambi i matrimoni non ebbero successo e furono di breve durata. Marią Beatrix, come suo fratello, era malata di tubercolosi e dipendente dalla morfina. Ebbero un figlio:
- Karol Roger Raczyński (30 gennaio 1878 - 29 novembre 1946)

### Secondo matrimonio
Sposò, il 30 giugno 1886 a Kshešovice, Róża Potocka (1849–1937), figlia del conte Adam Józef Potocki. Ebbero due figli:
- Roger Adam Raczyński (8 dicembre 1889 - 10 novembre 1945)
- Edward Raczyński (19 dicembre 1891 - 30 luglio 1993)